# Elsaffthal
Elsaffthal war eine eigenständige Gemeinde im Landkreis Neuwied im nördlichen Rheinland-Pfalz, die unter diesem Namen von 1817 bis 1969 bestand. Heute gehören die zwölf Ortsteile der ehemaligen Gemeinde zur Ortsgemeinde Neustadt (Wied).

## Ortsteile
- Dinkelbach
- Kodden
- Mittelelsaff
- Oberelsaff
- Rott
- Rotterheide
- Steeg
- Unterelsaff
- Wahrenberg
- Wied
- Wiedmühle
- Wölsreeg

## Geschichte

### Honnschaft Elsaff im Thal
Landesherrlich gehörte die Region früher zum Kurfürstentum Köln. Als eine frühe Form von Gemeinden entstanden im Mittelalter Honnschaften, die ein Zusammenschluss der Bewohner von Einzelhöfen und der sich bildenden Ortschaften waren. Die Honnschaft „Elsaff im Thal“ gehörte zum Kirchspiel Neustadt, das der Verwaltung des Mitte des 13. Jahrhunderts entstandenen kurkölnischen Amtes Altenwied unterstand. Zur Honnschaft gehörten 1670 das Schloss Altenwied und die Orte Dinkelbach, Heide (Rotterheide), Kodden, Mittelelsaff, Oberelsaff, Rott, Steeg, Unterelsaff, Wahrenberg und Wölsreeg. Die Ortsteile Wied und Wiedmühle wurden 1670 noch nicht genannt.
Auf Anordnung des Kurfürsten Maximilian Heinrich wurde im Jahr 1660 eine Bestandsaufnahme der Ansiedlungen in allen Honnschaften im Amt Altenwied durchgeführt. Hierbei wurden für die Honnschaft Elsaff im Thal genannt:
In Wiedt, auf der Heide (Rotterheide), zu Wallenberg (Wahrenberg), Wolffges Rech (Wölsreeg) und Dinkelbach bestand je nur ein Hof, der zu Dinkelbach wurde Obristen-Hof genannt. Zum Steeg gehörten zwei Höfe. Je fünf Höfe befanden sich in dem Tal zu Rodenau, zu Rott und in der Elsafft (Unter-, Mittel- und Ober-Elsaff).

### Gemeinde Elsaffthal
Die Herrschaft Kurkölns endete 1803 nach über 500 Jahren mit dem Reichsdeputationshauptschluss. Das kurkölnische Gebiet in dieser Region wurde zunächst dem Fürstentum Wied-Runkel zugeordnet und kam 1806 aufgrund der Rheinbundakte zum Herzogtum Nassau. Die Honnschaft „Elsaff im Thale Wied“ unterstand anschließend der Verwaltung des nassauischen Amtes Altenwied. Nach den auf dem Wiener Kongress geschlossenen Verträgen wurde das Gebiet 1815 an das Königreich Preußen abgetreten.
Elsaffthal wurde eine Gemeinde im damals neu gebildeten Kreis Neuwied im Regierungsbezirk Koblenz und zunächst von 1817 bis 1823 von der Bürgermeisterei Altenwied, anschließend von der Bürgermeisterei Neustadt verwaltet. Die Gemeinde Elsaffthal hatte durch Losentscheid ein Waldgebiet aus der vormaligen Honnschaft Lorscheid II erhalten. Nach einer Volkszählung aus dem Jahr 1885 hatte die Gemeinde Elsaffthal mit ihren damals 14 Ortsteilen 551 Einwohner, die in 108 Wohngebäuden lebten.
Aufgrund der Mitte der 1960er Jahre begonnenen rheinland-pfälzischen Verwaltungs- und Gebietsreform wurde die Gemeinde Elsaffthal mit zuletzt 802 Einwohnern zum 1. Januar 1969 aufgelöst. Aus ihr wurde zusammen mit den ebenfalls aufgelösten Gemeinden Bühlingen (915 Einwohner), Neustadt (Wied) (2.090 Einwohner) und Rahms (999 Einwohner) die heutige Ortsgemeinde Neustadt (Wied) neu gebildet. Die Gemarkung Elsaffthal in den Grenzen der ehemaligen Gemeinde besteht bis heute.